# Гутсельга
Гу́тсельга (карел. Huutselgü, Huutselgy) — деревня в составе Ведлозерского сельского поселения Пряжинского района Республики Карелия.

## Общие сведения
Расположена вблизи южного берега озера Шотозеро.

## История
26 августа 1938 года постановлением Карельского ЦИК в деревне была закрыта часовня.

## Население
Численность населения в 1905 году составляла 68 человек.
| 2002 | 2010 | 2013 |
| ---- | ---- | ---- |
| 0    | →0   | →0   |